# آراء جورج واشنطن الدينية

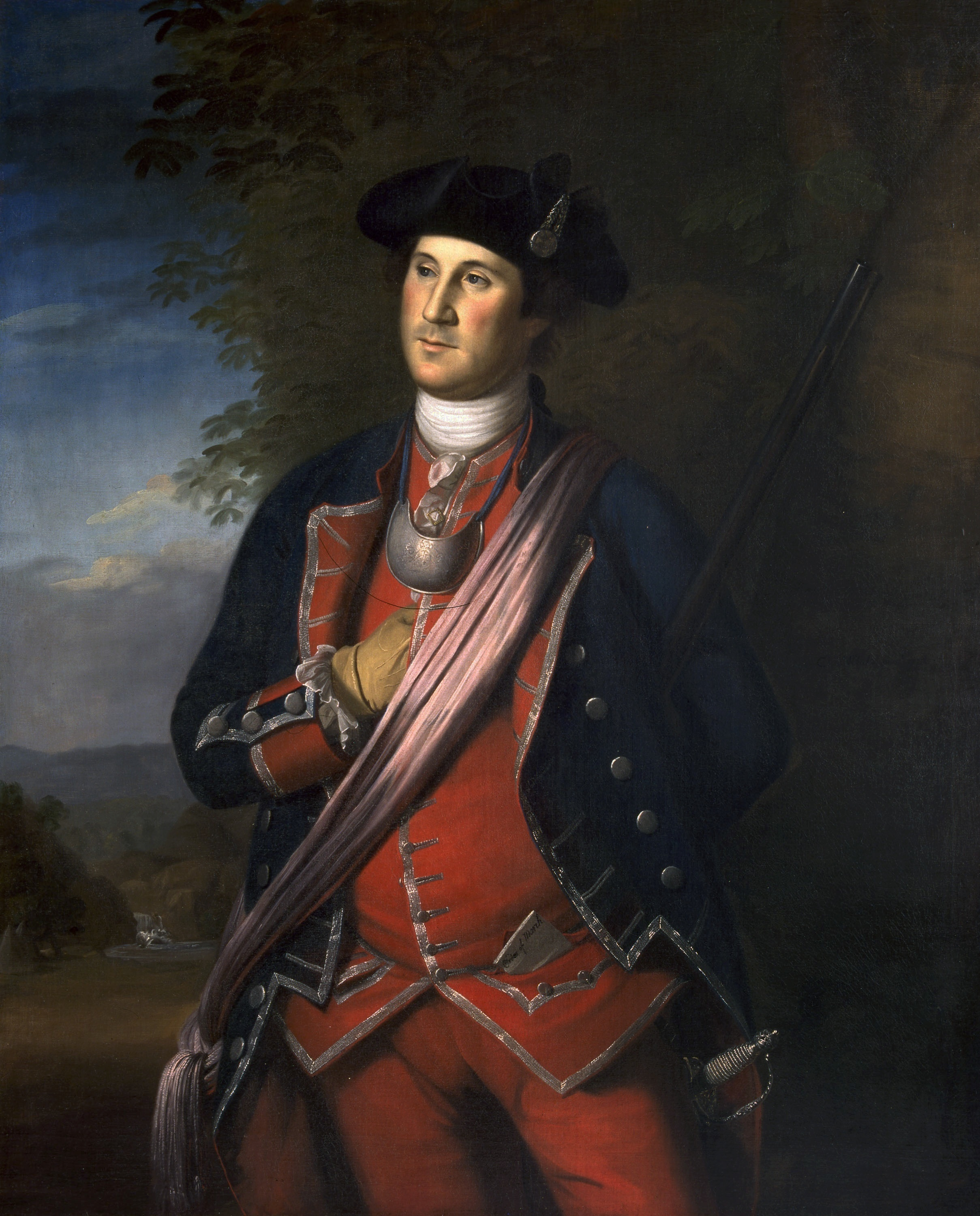
جورج واشنطن في 1772 بريشة تشارلز ويلسون بيل.

كانت آراء جورج واشنطن الدينية موضع نقاش منذ زمن بعيد. قلما تحدث واشنطن عن آرائه الدينية والفلسفية، في حين اشتهر بعض الآباء المؤسسين الآخرين للولايات المتحدة، على غرار توماس جيفرسون، وبنجامين فرانكلين، وباتريك هنري، بكتاباتهم التي تناولت الدين.
تردد واشنطن على الكنيسة الأنجليكية طيلة حياته، وتعمد حين كان رضيعًا. انتسب إلى عدد من الكنائس التي تردد عليها، وكان عضوًا أنجليكيًا في المجلس الإداري ووصيًا كنسيًا لأكثر من خمسة عشر عامًا حين كان لدى فرجينيا كنيستها الرسمية. كذلك انتسب إلى الماسونيين (البنائين الأحرار) حين كان في مقتبل العمر، والتي روجت للقيم الروحية والأخلاقية في المجتمع. كان أحيانًا يشير إلى «العناية الإلهية» في رسائله الشخصية وخطاباته العامة، وهو مصطلح استعمله المسيحيون والربوبيون على حد سواء للإشارة إلى الله.

## الانتماءات الأنجليكية
كان لورانس واشنطن، وهو والد الجد الأكبر لجورج واشنطن، قسًا إداريًا أنجليكيًا في إنجلترا.
تعمد جورج واشنطن في كنيسة إنجلترا حين كان طفلًا رضيعًا. كانت كنيسة إنجلترا الكنيسة الرسمية (الدين الرسمي) في فرجينيا حتى عام 1776. وكان واشنطن عضوًا في المجلس الإداري (المجلس غير الإكليركي) لأبرشيته المحلية حين أضحى راشدًا. كان من المؤهلات التي انبغى على شاغلي المناصب من جميع المستويات الالتزام بها في فرجينيا خلال الفترة الاستعمارية -بما في ذلك مجلس النواب الذي انتُخب واشنطن عضوًا فيه سنة 1758- هو الانتماء إلى الديانة الرسمية الحالية والتعهد بعدم التعبير عن معارضته أو الإقدام على فعل أي شيء لا يتوافق مع عقيدة الكنيسة. احتوت بعض المخطوطات الموجودة في مكتبة جمعية نيويورك التاريخية على صحيفة مأخوذة من سجل الكنيسة في بوهيك لتغدو في متناول يد المؤرخ الأمريكي بنسون لوسينغ، والذي بادر إلى تضمينها في مؤلفه الكتاب الثورة الميداني. احتوت الصحيفة على اليمين الموقع الآتي الذي اشترط على الأفراد الراغبين في التأهل ليغدوا أعضاء في المجلس الإداري الكنسي:
أنا، الشخص الفلاني، أعلن أنني سأمتثل بعقيدة ونظام كنيسة إنجلترا بما ينص عليه القانون المعمول به.
يوم 20 مايو عام 1765 - توماس ويذرز كوفر، توماس فورد، جون فورد.

يوم 19 أغسطس.— جورج واشنطن، دانيال مكارتي [...]
كان واشنطن عضوًا في المجلس الإداري الكنسي أو وصيًا كنسيًا لمدة فاقت الـ15 عامًا. مثّل المجلس الإداري الكنسي في فرجينيا الهيئة الحاكمة لكل كنيسة.
بادرت الكنائس الأمريكية إلى تأسيس الكنيسة الأسقفية بعد الثورة الأمريكية نظرًا لأن العاهل البريطاني مثّل الحاكم الأعلى لكنيسة إنجلترا، بالإضافة إلى أن رجال الدين أدوا يمين السيادة للملك. أفضى قانون فرجينيا لحرية العبادة (1786) إلى حل الكنيسة، وذلك رغم احتفاظ الولاية ببعض الأراضي التي اشتريت بالمال العام. (ارتبطت الطوائف التي تشترك في تقاليد كنيسة إنجلترا مع بعضها البعض من خلال جماعة الاتحاد الأنجليكي).

## التردد على الشعائر الدينية
تكفل واشنطن بشراء مقاعد العديد من الكنائس. كتب راعيه المدعو لي ماسي: «لم أعرف قط شخصًا تردد على الكنيسة بانتظام مثل واشنطن». ومع ذلك، تشير مذكرات واشنطن الشخصية إلى أنه لم يحضر الشعائر بانتظام أثناء مكوثه بمنزله في ماونت فيرنون؛ إذ كان يقضي معظم أيام الأحد وهو يكتب الرسائل ويقضي أشغاله ويصيد الثعالب أو يمارس غيرها من النشاطات الأخرى. كتب مؤلف السيرة الذاتية بول ليستر فورد:
جاءت فقرته اليومية «أين وكيف أقضي وقتي» على ذكر عدد المرات التي تردد فيها على الكنيسة، فقد ذهب ستة عشر مرة في عام 1760، وذهب أربعة عشر مرة في عام 1768.
كانت كنيسة بوهيك، وهي أبرشيته الأولى حين كان في ماونت فيرنون، تقع على بعد سبعة أميال (11 كم) عن ماونت فيرنون. وكانت أبرشيته الثانية تقع في مدينة الإسكندرية على بعد تسعة أميال (14 كم).
ازداد احتمال حضوره للشعائر الكنسية حين كان مسافرًا، ولا سيما في رحلات العمل السياسي. ذهب إلى الكنيسة ثلاث مرات خلال أيام الأحد السبعة التي رافقت المؤتمر القاري الأول، الذي عقد في مدينة فيلادلفيا، إذ حضر شعائر الطوائف الأنجليكية والصاحبية (جمعية الأصدقاء الدينية) والكاثوليكية. وحضر الشعائر الدينية في جميع المدن التي زارها خلال جولاته حول البلاد أثناء ولايتيه الرئاسيتين بمعدل بلغ ثلاثة شعائر خلال اليوم الواحد في بعض الأحيان.

## المناولة
تميز السجل الذي وثق تلقي واشنطن للمناولة بتقطعه. كتب قساوسة أربع من الكنائس التي تردد عليها واشنطن بصورة منتظمة أنه غادر الشعائر قبل المناولة.
كان واشنطن يخرج من الكنيسة مع القسم الأكبر من جماعة المصلين بعد انتهاء المراسم الدينية وشعائر الوعظ، ولكنه ترك زوجته مارثا مع المبلغين لتلقي المناولة. وفي حالة محددة، أعرب القسيس جيمس أبيركرومبي من كنيسة القديس بطرس الأسقفية في فيلادلفيا عن استيائه من هذا التصرف، معتبرًا أنه كان واجبًا عليه، وأبدى في إحدى عظاته امتعاضه من رؤيته لأشخاص يشغلون مناصب رفيعة لا يقومون بتلقي المناولة ولا يقدمون مثالًا يحتذى به. واعترف في ما بعد أن الملاحظة كانت موجهة للرئيس، وبالفعل فقد افترض واشنطن أنه كان المقصود من هذه الملاحظة. ناقش واشنطن الحادثة مع أحد أعضاء الكونغرس أثناء العشاء، وأخبره أنه احترم الواعظ لنزاهته وصدقه، وأنه لم يعتبر أنه مثاله حمل تأثيرًا يذكر. إذ شعر واشنطن أنه، وفي حال بدأ بالتناول، فسيُنظر إليه كرئيس متفاخر، يتباهى بدينه، مدفوعًا بتعليقات الواعظ لا أكثر، وذلك نظرًا لأنه لم يكن يتناول على الإطلاق. يقترح المؤرخ بول ف. بولر أن واشنطن، وهو الامرؤ الذي ساعد في إشعال حرب كبرى، أحجم عن تلقي المناولة لأنه شعر أن قلبه وعقله ليسا في «حالة مناسبة لتلقي سر القربان المقدس»، وأن واشنطن، وبكل بساطة، لم يشأ الانغماس في شيء يعتبره نفاقًا من جانبه. يُعتقد أن واشنطن توقف عن التردد على الكنيسة بصورة تامة في أيام الأحد التي أقيمت فيها المناولة بعد هذه الحادثة.
في عام 1915، ذكر الحفيد الأكبر لإليزابيث شويلر هاميلتون أن جدته أخبرته حين كانت تبلغ من العمر 97 عامًا (نحو عام 1854): «في حال جاء يوم أخبرك فيه أحدهم أن جورج واشنطن لم يكن متناولًا في الكنيسة، فقل له إن جدتك الكبرى أخبرتك أن تقول لهم أنها ركعت عند حاجز المذبح، وتناولت معه القربان المقدس». ومع ذلك، كذلك لم يكن من غير المعهود في تلك الأيام أن يحجم رواد الكنيسة عن المشاركة في طقوس المناولة.

## الكتابات الخاصة
كان واشنطن، في رسائله التي وجهها إلى الشباب ولا سيما إلى أبنائه بالتبني، قد حث على التحلي بالصدق والشمائل الحسنة والأمانة، بيد أنه لم يذكر سوى القليل أو ابتعد عن ذكر أي شيء في ما يتعلق ببنود محددة من الممارسات الدينية. قال المحللون الذين درسوا أوراق واشنطن المحفوظة في مكتبة الكونغرس أن مراسلاته مع المحافل الماسونية كانت مليئة بإشارات إلى «المهندس العظيم للكون».
خضعت الصلوات، التي أشيع أنه ألفها في أواخر حياته، إلى تحرير مكثف. قوبل كتاب الصلوات المسيحية غير المكتمل، الذي نسبه أحد الجامعين (في نحو عام 1891) إلى واشنطن (حين كان شابًا)، بالرفض من قبل وورثينغتون سي. فورد، وهو محرر إحدى طبعات أوراق واشنطن في مؤسسة سميثسونيان لعدم أصالته. وأظهرت المقارنات مع الوثائق التي كتبها واشنطن أن الكتاب لم يكن مكتوبًا بخط يده.